# Ballymeanach
Ballymeanach, auch Balmenach oder Balmonnach, ist ein kleines Dorf auf der schottischen Insel Islay und liegt somit in der Council Area Argyll and Bute beziehungsweise der traditionellen schottischen Grafschaft Argyllshire. Die Ortschaft befindet sich im Süden der Halbinsel Rhinns of Islay, etwa einen Kilometer nördlich von Portnahaven und neun Kilometer südwestlich von Port Charlotte. Es ist über eine einspurige Straße erreichbar, die von Portnahaven aus durch das dünnbesiedelte Gebiet der Halbinsel über Kilchiaran nach Port Charlotte führt.
Die landwirtschaftlich geprägte Ortschaft Ballymeanach besteht nur aus wenigen bewohnten Gebäuden. Aktuelle Zensusdaten sind nicht verfügbar. Im Jahre 1841 wurden in Ballymeanach 30 Einwohner gezählt, die sich auf fünf Familien aufteilten. In Ballymeanach befindet sich ein denkmalgeschützter Bauernhof.